# علم كراسنودار كراي
علم كراسنودار كراي (بالروسية: Флаг Краснодарского края) هو علم أفقي ثلاثي الألوان من الأزرق والوردي والأخضر يتوسطه شعار كراسنودار كراي باللون الذهبي لكراسنودار كراي.

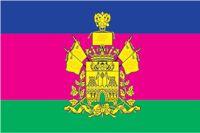
العلم المستخدم مابين 24 أذار 1995 - 23 حزيران 2004

أعتمد في 24 مارس 1995 من قبل الجمعية التشريعية لكراسنودار كراي، وعدل في 23 يونيو 2004.